# 김상백 (정치인)
김상백(金相伯, 1969년 10월 12일 ~ )은 대한민국의 제9대 경상북도 포항시의원이다.

## 학력
- 청하국민학교 졸업
- 청하중학교 졸업
- 포항고등학교 졸업
- 성균관대학교 법학과 졸업

## 경력
- 학사장교 중위 제대
- 경북 생명의숲 상임대표
- 김정재 국회의원실 정책특보
- 국민의힘 경상북도당 포항시 북구 당원협의회 농림축산자문위원회 부위원장
- 제20대 대통령 선거 경상북도 선거대책위원회 포항시 북구 유세단장
- 관송교육재단(청하중) 감사
- 2023.04 ~ 2026.06 제9대 경상북도 포항시의회 의원
  - 제9대 경상북도 포항시의회 자치행정위원회 위원
  - 제9대 경상북도 포항시의회 건설도시위원회 위원

## 역대 선거 결과
|  | 15.39% |

|  | 58.49% |